# 路易斯·卡洛斯·温克
路易斯·卡洛斯·温克（葡萄牙語：Luís Carlos Winck，1963年1月5日—），巴西男子足球运动员，场上位置是前锋。他曾代表巴西国奥队参加1984年和1988年夏季奥林匹克运动会足球比赛，获得二枚银牌。